# 哥得兰沙岛

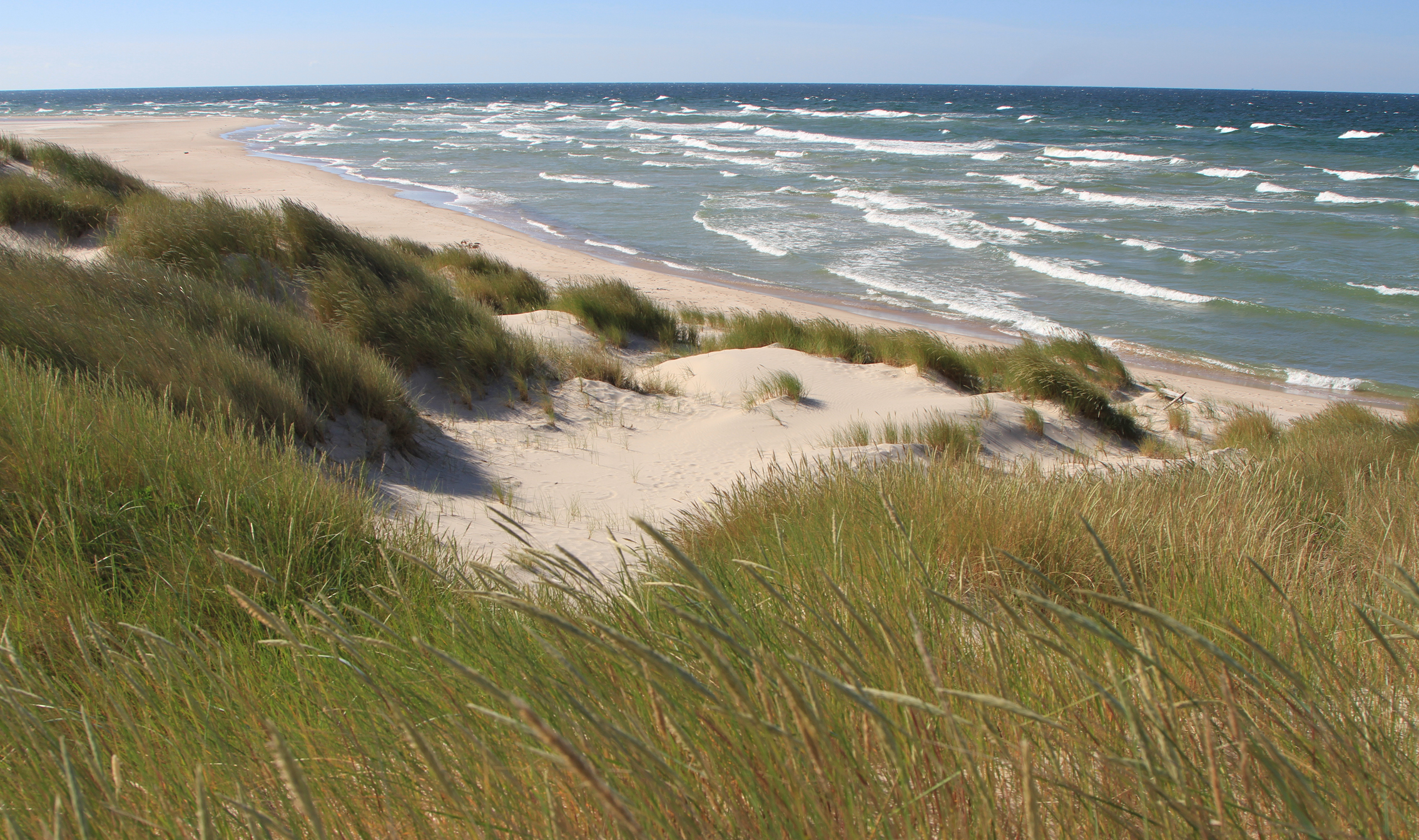
哥得兰沙岛的海滩

哥得兰沙岛（瑞典語：Gotska Sandön，意即为“哥得蘭的沙子之岛”）是瑞典的一個無人島，位於波羅的海，法羅島以北38 km（24 mi）處。哥得兰沙岛長9 km（5.6 mi），寬6 km（3.7 mi），面積36 km2（14 sq mi）。哥得兰沙岛也是一個國家公園。